# Allosidastrum dolichophyllum
Allosidastrum dolichophyllum là một loài thực vật có hoa trong họ Cẩm quỳ. Loài này được Krapov., Fryxell & Bates mô tả khoa học đầu tiên năm 1988.